# Băleni (Dâmbovița)
Pour les articles homonymes, voir Băleni.
Băleni est une commune du județ de Dâmbovița en Roumanie.